# N619 (België)
De N619 is een gewestweg in de Belgische provincies Limburg en Luik. De weg verbindt de Cannerweg in Nederland ten zuiden van Maastricht met de N618 in Bitsingen (Frans: Bassenge). De weg heeft een lengte van ongeveer 10 kilometer.
De route volgt het dal van de rivier Jeker.
Vanaf een heuveltop kijkt men vanaf de toren Eben-Ezer uit op de weg in het dal.

## Plaatsen langs de N619
- Kanne
- Eben-Emael
- Wonck
- Bitsingen

## N619a
De N619a is een aftakking van de N619 bij Kanne. De weg met een lengte van ongeveer 180 meter gaat over de Jekerstraat en eindigt op kade bij het Albertkanaal.

## N619b
De N619b is een aftakking van de N619 bij Kanne. De 90 meter lange route gaat over de Steenstraat.

## N619c
De N619c is een aftakking van de N619 in Kanne. De 750 meter lange route volgt de Oudeweg en Kapelstraat en eindigt bij de Nederlandse grens.